# رحبة الراشدي (نعمان)

تعديل مصدري - تعديل

رحبة الراشدي هي إحدى قرى عزلة الجدير بمديرية نعمان التابعة لمحافظة البيضاء، بلغ تعداد سكانها 54 نسمة حسب تعداد اليمن لعام 2004.